# Kai Nielsen (componist)
Kai Verner Nielsen (?, 14 september 1899 – ?, 8 mei 1961) was een Deens componist en militaire kapelmeester.
Nielsen is een bekende Deense componist en dirigent. In 1946 werd hij opvolger van Georg August Madsen als dirigent van Den Kongelige Livgardes Musikkorps in Kopenhagen. In deze functie bleef hij tot zijn dood in 1961. Hij schreef een aantal marsen voor zijn muziekkorps waarvan de bekendste de Dronning Ingrids Honnørmarch en vooral de Kong Frederik d. IX's Honnørmarch zijn.

## Composities

### Werken voor harmonieorkest
- 1935 Dronning Ingrids Honnørmarch
- 1947 Kong Frederik d. IX's Honnørmarch
- Den Kongelige Marines Honnørmarch
- Gustav Adolfs VI Honnørmarch